# 1697
1697 (MDCXCVII) var ett normalår som började en tisdag i den gregorianska kalendern och ett normalår som började en fredag i den julianska kalendern.

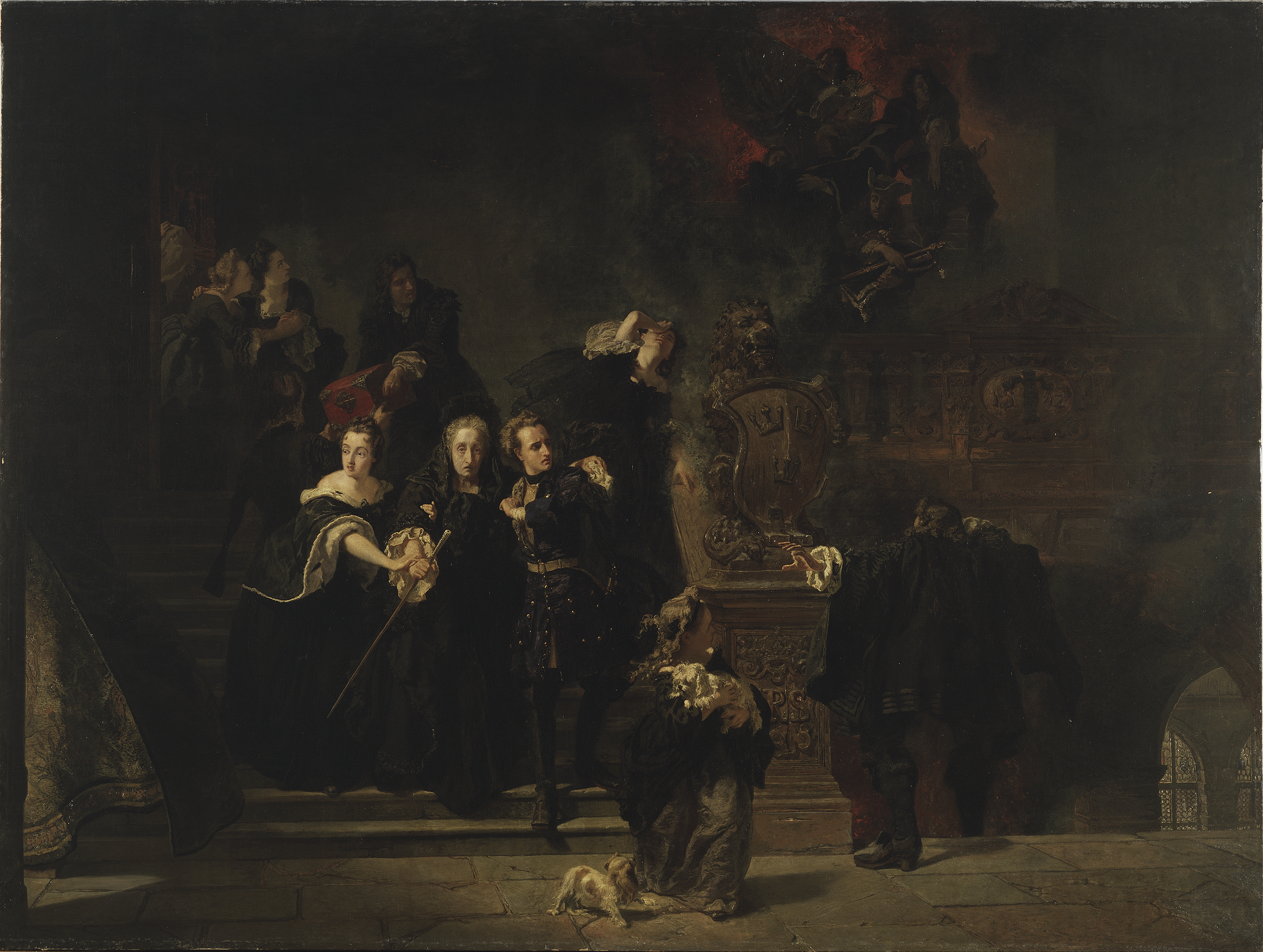
Slottsbranden i Stockholm den 7 maj 1697. Målning av Johan Fredrik Höckert från 1866.

## Händelser

### Mars
- Mars – Frankrikes ockuption av Saint John's hävs.[1]

### April
- 5 april – Karl XI dör i magcancer och efterträds som kung av Sverige av sin 14-årige son Karl XII. Då denne är omyndig installeras en förmyndarstyrelse under änkedrottningen Hedvig Eleonoras ledning.

### Maj
- 7 maj – Slottet Tre Kronor i Stockholm, som uppfördes i mitten av 1200-talet, brinner ner. Kungafamiljen flyttar till Wrangelska palatset. Trots ett frenetiskt evakueringsarbete uppslukas stora delar av Riksarkivet och det kungliga biblioteket i lågorna.[2]

### Juni
- 2 juni – 29 gardessoldater i Stockholm, som hjälper till med rivningsarbetet efter slottsbranden, dödas då ett stycke av den gamla muren rasar.[2]
- 21 juni – Förmyndarregeringen godkänner Nicodemus Tessins planritningar för ett nytt kungligt slott i Stockholm.

### Oktober
- Oktober – För att förhindra liknande brandkatastrofer i framtiden stadgas i ett kungligt brev, att facklor inte får användas på Riddarholmen. Husägarna där beordras också att gemensamt bekosta 16 lanternor att uppsättas vid husen. Detta blir Sveriges första gatlyktor.

### November
- 8 november – Karl XII förklaras myndig av riksdagen, trots sin låga ålder (15 år).[3]
- 24 november – Karl XI begravs i Riddarholmskyrkan.[4]
- 29 november – Karl XII övertar styrelsen.

### December
- 13 december – Ständerna svär trohet till Karl XII.[5]
- 14 december – Karl XII kröns i Storkyrkan i Stockholm. Han sätter själv kronan på sitt huvud och avlägger inte någon kungaed, vilket bekräftar det kungliga enväldet.

### Okänt datum
- På initiativ av Christopher Polhem inrättas en teknisk skola och experimentverkstad, Laboratorium mechanicum, i Stockholm.
- Den svenska hungersnöden kulminerar: 500 000 tunnor spannmål importeras till Stockholm från Östersjöprovinserna, främst Livland, för att råda bot på den rådande hungersnöden.
- Jacob Reenstierna den yngre får privilegium att vid Hults bruk i Östergötland starta tillverkning av skeppsspik.
- En svensk lagändring medför att den tidigare regeln om att utomäktenskapliga barn skall bo hos sin mor de tre första åren och hos sin far de fyra kommande tas bort. Istället skall barnet stanna hos modern, medan fadern blir underhållsskyldig.
- En kvarnkommission ger svenska kronan vattenregale över strömmar och vatten, beskattningsrätt för kvarnar och förfoganderätt.

## Födda
- 1 januari – Joseph François Dupleix, fransk generalguvernör i Indien.
- april – Christine Kirch, tysk astronom.
- 6 augusti – Nicola Salvi, italiensk skulptör och arkitekt.
- 10 november – William Hogarth, brittisk målare, grafiker och karikatyrtecknare.
- 25 november – Gerhard Tersteegen, tysk reformert mystiker och psalmdiktare.
- okänt datum - Helena Arnell, finländsk konstnär.
- okänt datum - Antoine Dérizet, fransk arkitekt.

## Avlidna
- 5 april – Karl XI, kung av Sverige sedan 1660 (myndig 1672) (död i magcancer).[6]
- 31 oktober – William Moore, kapten William Kidds kanonjär, av blödning sedan kapten Kidd slagit honom i huvudet med en hink.[7]
- 12 juni - Ann Baynard, engelsk naturfilosof.
- Karin Thomasdotter, finländsk fogde och länsman.

### Fotnoter
1. ↑  ”World Statesmen (läst 3 april 2011)”. http://www.worldstatesmen.org/Canada_Provinces_A-O.html.
2. 1 2  ”Värmlands brandhistoriska klubb”. Arkiverad från originalet den 12 oktober 2011. https://www.webcitation.org/62NB7kO36?url=http://www.brandhistoriska.org/olyckor_se.html. Läst 25 mars 2011.
3. ↑  ”Stockholm den 25 Novemb.”. Ordinarie Stockholmiske Post-Tijdender:  s. 8. 15 november 1697. https://tidningar.kb.se/2979645/1697-11-15/edition/145134/part/1/page/8/.
4. ↑  ”Stockholm den 29 Novemb.”. Ordinarie Stockholmiske Post-Tijdender:  s. 7. 29 november 1697. https://tidningar.kb.se/2979645/1697-11-29/edition/145134/part/1/page/7/.
5. ↑  ”Stockholm den 20 Decemb.”. Ordinarie Stockholmiske Post-Tijdender:  s. 7. 20 december 1697. https://tidningar.kb.se/2979645/1697-12-20/edition/145134/part/1/page/7/.
6. ↑  ”Stockholm den 5 April”. Ordinarie Stockholmiske Post Tijdender:  s. 8. 5 april 1697. https://tidningar.kb.se/2979645/1697-04-05/edition/145134/part/1/page/8/.
7. ↑  Cordingly, David (1995); Under The Black Flag – The Romance and the Reality of Life Among the Pirates, Harcourt Brace & Company.